# The Other End of Time
«The Other End Of Time» (El Otro Fin de los Tiempos) es el tercer sencillo del álbum Tambu de la banda de rock Toto, Grabado y Lanzado en el año 1995.

## Información
La canción fue escrita por Steve Lukather y Randy Goodrum, pero no tuvo mucho éxito, de hecho, alcanzó su punto culminante en el puesto 69 en las listas de la ARIA Charts.
Steve Lukather además de tocar la guitarra eléctrica, también toca el teclado. Esta pieza es comparada con muchas otras de Tambu, que resultan se muy suaves; el videoclip de la canción no fue filmado.

## Lista de canciones

### 7" Single
1. "The Other End On Time" - 4:11
2. "Slipped Away" - 5:16

### CD Maxi Simple
1. "The Other End On Time" (Edit) - 4:11
2. "Slipped Away" - 5:16
3. "Home Of The Brave" (Live) - 7:11
4. "The Other End On Time" - 5:04

- Datos: Q3988582